# スネーク奄美
スネーク奄美（スネーク あまみ、1951年5月25日 - 1981年4月30日）は、鹿児島県日置郡（現在の南さつま市）出身で井筒部屋所属の元大相撲力士、国際プロレス所属の元プロレスラー。大相撲時代の四股名は栄（さかえ）、本名は栄勇（さかえ いさむ）。

## 来歴
中学卒業後に井筒部屋に入門、1967年1月場所に15歳で初土俵を踏む。しかし1970年1月場所限りで廃業（最高位は三段目22枚目）。
その後、鹿児島商工高（現在の樟南高校）に入学してアマチュアレスリングに打ち込む。1970年には、インターハイと国体のフリー75kg以上級で優勝を飾った。
1972年に営業社員として国際プロレスに入社するが、1973年1月6日の米村勉戦にて、レスラーとしてプロデビューする。1974年にはスネーク奄美に改名して、レスリング仕込みのテクニックを駆使して前座戦線を沸かした。しかし1980年の「'80新春パイオニア・シリーズ」直後に脳腫瘍の罹患が判明したため戦列を離脱、現役復帰することなく29歳で死去した。

## 得意技
- ダイビング・ボディアタック
- ドロップキック

## 出演
映画
- 空手バカ一代 （1977年、東映） - アーム・ストロング